# منشور پروژه
منشور پروژه
(انگلیسی: Project charter) به سندی اطلاق می‌شود که آغازگر یا حامی پروژه صادر می‌کند و بر پایهٔ آن پروژه رسمیت می‌یابد و انتظار ذی نفعان را برآورده می‌کند. بر اساس منشور پروژه، مدیر پروژه اختیار پیدا می‌کند تا منابع موجود را برای فعالیت‌های پروژه تخصیص داده و به کار گیرد. تفصیل و اندازه منشور پروژه متناسب با ابعاد و پیچیدگی پروژه و هم‌چنین اطلاعات موجود در آغاز برنامه‌ریزی برای پروژه متفاوت است، با این حال منشور پروژه باید مرزها و حدود اصلی پروژه را تعریف و مشخص کند. اعضای گروه پروژه از منشور پروژه به عنوان نقطه آغازین برنامه‌ریزی پروژه استفاده می‌کنند.
ملزومات تهیه منشور پروژه شامل شرح کار ، توجیه پذیری تجاری طرح ، قرارداد ، فاکتورهای محیطی ، استانداردها و رویه های موجود در سازمان است.

## محتوا
- دلیل و توجیه انجام پروژه
- اهداف قابل اندازه‌گیری و معیارهای موفقیت مرتبط
- الزامات کلان پروژه
- فرضیات و محدودیت‌های پروژه
- خطرهای کلان پروژه
- جدول موعدها
- خلاصه بودجه
- فهرست ذی‌نفعان پروژه
- الزامات تأیید و تصویب پروژه
- معرفی مدیر پروژه، مسئولیت‌ها و حدود اختیار
- نام و امضای حامی یا دیگر آغازگران پروژه